# Liste der Nummer-eins-Hits in Neuseeland (2024)
Dies ist eine Liste der Nummer-eins-Hits in Neuseeland im Jahr 2024. Sie basiert auf den offiziellen Single und Album Top 40, die im Auftrag von Recorded Music NZ, dem neuseeländischen Vertreter der IFPI, ermittelt werden.

## Singles
| ← 2023 ← | Liste der Nummer-eins-Hits in Neuseeland | Liste der Nummer-eins-Hits in Neuseeland | Liste der Nummer-eins-Hits in Neuseeland | 2025 →                    |
| \| Zeitraum \| Wo. ges. \| Interpret \| Titel Autor(en) \| Zusätzliche Informationen \| \| (Zeitraum, Wochen auf Platz eins, Interpret, Titel, Autor[en], zusätzliche Informationen) \| \| \| \| \| \| ----------------------------------------------------------------------------------------- \| -------- \| ------------------------------ \| ------------------------------------------------------------------------------------------------------------------------------------------------------------------------------------------------------------------------------------------ \| ------------------------- \| \| 1. Januar 2024 – 7. Januar 2024 1 Woche (insgesamt 4) \| 4 \| Mariah Carey \| All I Want for Christmas Is You Walter N. Afanasieff, Mariah Carey \| – \| \| 8. Januar 2024 – 4. Februar 2024 4 Wochen (insgesamt 10) \| 10 \| Jack Harlow \| Lovin’ on Me Ozan Yildirim, Nik Dejan Frascona, Delbert Michael Greer, Jackman Thomas Harlow, Sean Aaron Momberger, Reginald Nelton, Nickie Jon Pabón \| – \| \| 5. Februar 2024 – 25. Februar 2024 3 Wochen \| 3 \| YG Marley \| Praise Jah in the Moonlight Robert Nesta Marley, Joshua Omaru Marley, Lauryn Noelle Hill \| – \| \| 26. Februar 2024 – 17. März 2024 3 Wochen \| 3 \| Beyoncé \| Texas Hold ’Em Elizabeth Lowell Boland, Brian Vincent Bates, Megan Bülow, Nathan John Ferraro, Beyoncé Giselle Knowles-Carter, Charles Raphael Wiggins \| – \| \| 18. März 2024 – 31. März 2024 2 Wochen \| 2 \| Ariana Grande \| We Can’t Be Friends (Wait for Your Love) Ilya Salmanzadeh, Ariana Grande, Martin Karl Sandberg \| – \| \| 1. April 2024 – 14. April 2024 2 Wochen \| 2 \| Benson Boone \| Beautiful Things Benson James Boone, Evan Robert Eliiot Blair, Jackson Lafrantz Larsen \| – \| \| 15. April 2024 – 28. April 2024 2 Wochen (insgesamt 3) \| 3 \| Hozier \| Too Sweet Stuart Daniel Johnson, Daniel Nathan Krieger, Daniel Tannenbaum, Sergiu Adrian Gherman, Peter C. Gonzales, Andrew John Hozier-Byrne, Tyler Reese Mehlenbacher \| – \| \| 29. April 2024 – 5. Mai 2024 1 Woche \| 1 \| Taylor Swift feat. Post Malone \| Fortnight Jack Michael Antonoff, Taylor Alison Swift, Austin Richard Post \| – \| \| 6. Mai 2024 – 12. Mai 2024 1 Woche (insgesamt 3) \| 3 \| Hozier \| Too Sweet Stuart Daniel Johnson, Daniel Nathan Krieger, Daniel Tannenbaum, Sergiu Adrian Gherman, Peter C. Gonzales, Andrew John Hozier-Byrne, Tyler Reese Mehlenbacher \| – \| \| 13. Mai 2024 – 16. Juni 2024 5 Wochen \| 5 \| Tommy Richman \| Million Dollar Baby Thomas Anatole Richman, Emmanuel C. Arah, Kavian Salehi, Jonah Ronson Roy, Terrance E. Davis, Maxwell Vossberg, Gideon Abate Endalkachew \| – \| \| 17. Juni 2024 – 23. Juni 2024 1 Woche \| 1 \| Eminem \| Houdini Anne Jennifer Dudley, Jeffrey Irwin Bass, Kevin Dean Bell, Malcolm Robert Andrew McLaren, Marshall Bruce Mathers III, Steven Haworth Miller, Trevor Charles Horn \| – \| \| 24. Juni 2024 – 14. Juli 2024 3 Wochen \| 3 \| Sabrina Carpenter \| Please Please Please Amy Rose Allen, Jack Michael Antonoff, Sabrina Annlynn Carpenter \| – \| \| 15. Juli 2024 – 28. Juli 2024 2 Wochen \| 2 \| Kendrick Lamar \| Not Like Us Raymond Charles Robinson, Sean Aaron Momberger, Kendrick Lamar Duckworth, Dijon Isaiah McFarlane \| – \| \| 29. Juli 2024 – 11. August 2024 2 Wochen (insgesamt 3) \| 3 \| Billie Eilish \| Birds of a Feather Finneas Baird O’Connell, Billie Eilish O’Connell \| – \| \| 12. August 2024 – 18. August 2024 1 Woche \| 1 \| Charli XCX feat. Billie Eilish \| Guess Dylan Marshall Brady, Charlotte Emma Aitchison, Billie Eilish O’Connell, Finneas Baird O’Connell, Harrison Patrick Smith \| – \| \| 19. August 2024 – 25. August 2024 1 Woche (insgesamt 3) \| 3 \| Billie Eilish \| Birds of a Feather Finneas Baird O’Connell, Billie Eilish O’Connell \| – \| \| 26. August 2024 – 27. Oktober 2024 9 Wochen \| 9 \| Lady Gaga & Bruno Mars \| Die with a Smile Andrew Wotman, Dernst Emile, James Edward Fauntleroy II, Stefani Joanne Angelina Germanotta, Peter Gene Hernandez \| – \| \| 28. Oktober 2024 – 24. November 2024 4 Wochen (insgesamt 11) \| 11 \| Rosé feat. Bruno Mars \| Apt. Theron Makiel Thomas, Philip Martin Lawrence II, Michael Donald Chapman, Peter Gene Hernandez, Christopher Steven Brown, Rogét Lufti Chahayed, Park Chae-young, Nicholas Barry Chinn, Omer Fedi, Henry Russell Walter, Amy Rose Allen \| – \| \| 25. November 2024 – 1. Dezember 2024 1 Woche \| 1 \| Gracie Abrams \| That’s So True Gracie Madigan Abrams, Audrey Hobert \| – \| \| 2. Dezember 2024 – 8. Dezember 2024 1 Woche (insgesamt 6) \| 6 \| Kendrick Lamar feat. SZA \| Luther Marvin Pentz Gaye Jr., Atia Chade Boggs, Samuel Joseph Dew, Kendrick Lamar Duckworth, Solána Imani Rowe \| – \| \| 9. Dezember 2024 – 29. Dezember 2024 3 Wochen (insgesamt 11) \| 11 \| Rosé feat. Bruno Mars \| Apt. Theron Makiel Thomas, Philip Martin Lawrence II, Michael Donald Chapman, Peter Gene Hernandez, Christopher Steven Brown, Rogét Lufti Chahayed, Park Chae-young, Nicholas Barry Chinn, Omer Fedi, Henry Russell Walter, Amy Rose Allen \| – \| \| 30. Dezember 2024 – 5. Januar 2025 1 Woche \| 1 \| Wham! \| Last Christmas George Michael \| – \| |                                          |                                          | |                           |
| ← 2023 |                                          |                                          | | → 2025 →                  |
| Zeitraum | Wo. ges.                                 | Interpret                                | Titel Autor(en) | Zusätzliche Informationen |
| (Zeitraum, Wochen auf Platz eins, Interpret, Titel, Autor[en], zusätzliche Informationen) |                                          |                                          | |                           |
| 1. Januar 2024 – 7. Januar 2024 1 Woche (insgesamt 4) | 4                                        | Mariah Carey                             | All I Want for Christmas Is You Walter N. Afanasieff, Mariah Carey | –                         |
| 8. Januar 2024 – 4. Februar 2024 4 Wochen (insgesamt 10) | 10                                       | Jack Harlow                              | Lovin’ on Me Ozan Yildirim, Nik Dejan Frascona, Delbert Michael Greer, Jackman Thomas Harlow, Sean Aaron Momberger, Reginald Nelton, Nickie Jon Pabón                                                                                      | –                         |
| 5. Februar 2024 – 25. Februar 2024 3 Wochen | 3                                        | YG Marley                                | Praise Jah in the Moonlight Robert Nesta Marley, Joshua Omaru Marley, Lauryn Noelle Hill | –                         |
| 26. Februar 2024 – 17. März 2024 3 Wochen | 3                                        | Beyoncé                                  | Texas Hold ’Em Elizabeth Lowell Boland, Brian Vincent Bates, Megan Bülow, Nathan John Ferraro, Beyoncé Giselle Knowles-Carter, Charles Raphael Wiggins                                                                                     | –                         |
| 18. März 2024 – 31. März 2024 2 Wochen | 2                                        | Ariana Grande                            | We Can’t Be Friends (Wait for Your Love) Ilya Salmanzadeh, Ariana Grande, Martin Karl Sandberg | –                         |
| 1. April 2024 – 14. April 2024 2 Wochen | 2                                        | Benson Boone                             | Beautiful Things Benson James Boone, Evan Robert Eliiot Blair, Jackson Lafrantz Larsen | –                         |
| 15. April 2024 – 28. April 2024 2 Wochen (insgesamt 3) | 3                                        | Hozier                                   | Too Sweet Stuart Daniel Johnson, Daniel Nathan Krieger, Daniel Tannenbaum, Sergiu Adrian Gherman, Peter C. Gonzales, Andrew John Hozier-Byrne, Tyler Reese Mehlenbacher                                                                    | –                         |
| 29. April 2024 – 5. Mai 2024 1 Woche | 1                                        | Taylor Swift feat. Post Malone           | Fortnight Jack Michael Antonoff, Taylor Alison Swift, Austin Richard Post | –                         |
| 6. Mai 2024 – 12. Mai 2024 1 Woche (insgesamt 3) | 3                                        | Hozier                                   | Too Sweet Stuart Daniel Johnson, Daniel Nathan Krieger, Daniel Tannenbaum, Sergiu Adrian Gherman, Peter C. Gonzales, Andrew John Hozier-Byrne, Tyler Reese Mehlenbacher                                                                    | –                         |
| 13. Mai 2024 – 16. Juni 2024 5 Wochen | 5                                        | Tommy Richman                            | Million Dollar Baby Thomas Anatole Richman, Emmanuel C. Arah, Kavian Salehi, Jonah Ronson Roy, Terrance E. Davis, Maxwell Vossberg, Gideon Abate Endalkachew                                                                               | –                         |
| 17. Juni 2024 – 23. Juni 2024 1 Woche | 1                                        | Eminem                                   | Houdini Anne Jennifer Dudley, Jeffrey Irwin Bass, Kevin Dean Bell, Malcolm Robert Andrew McLaren, Marshall Bruce Mathers III, Steven Haworth Miller, Trevor Charles Horn                                                                   | –                         |
| 24. Juni 2024 – 14. Juli 2024 3 Wochen | 3                                        | Sabrina Carpenter                        | Please Please Please Amy Rose Allen, Jack Michael Antonoff, Sabrina Annlynn Carpenter | –                         |
| 15. Juli 2024 – 28. Juli 2024 2 Wochen | 2                                        | Kendrick Lamar                           | Not Like Us Raymond Charles Robinson, Sean Aaron Momberger, Kendrick Lamar Duckworth, Dijon Isaiah McFarlane | –                         |
| 29. Juli 2024 – 11. August 2024 2 Wochen (insgesamt 3) | 3                                        | Billie Eilish                            | Birds of a Feather Finneas Baird O’Connell, Billie Eilish O’Connell | –                         |
| 12. August 2024 – 18. August 2024 1 Woche | 1                                        | Charli XCX feat. Billie Eilish           | Guess Dylan Marshall Brady, Charlotte Emma Aitchison, Billie Eilish O’Connell, Finneas Baird O’Connell, Harrison Patrick Smith | –                         |
| 19. August 2024 – 25. August 2024 1 Woche (insgesamt 3) | 3                                        | Billie Eilish                            | Birds of a Feather Finneas Baird O’Connell, Billie Eilish O’Connell | –                         |
| 26. August 2024 – 27. Oktober 2024 9 Wochen | 9                                        | Lady Gaga & Bruno Mars                   | Die with a Smile Andrew Wotman, Dernst Emile, James Edward Fauntleroy II, Stefani Joanne Angelina Germanotta, Peter Gene Hernandez | –                         |
| 28. Oktober 2024 – 24. November 2024 4 Wochen (insgesamt 11) | 11                                       | Rosé feat. Bruno Mars                    | Apt. Theron Makiel Thomas, Philip Martin Lawrence II, Michael Donald Chapman, Peter Gene Hernandez, Christopher Steven Brown, Rogét Lufti Chahayed, Park Chae-young, Nicholas Barry Chinn, Omer Fedi, Henry Russell Walter, Amy Rose Allen | –                         |
| 25. November 2024 – 1. Dezember 2024 1 Woche | 1                                        | Gracie Abrams                            | That’s So True Gracie Madigan Abrams, Audrey Hobert | –                         |
| 2. Dezember 2024 – 8. Dezember 2024 1 Woche (insgesamt 6) | 6                                        | Kendrick Lamar feat. SZA                 | Luther Marvin Pentz Gaye Jr., Atia Chade Boggs, Samuel Joseph Dew, Kendrick Lamar Duckworth, Solána Imani Rowe | –                         |
| 9. Dezember 2024 – 29. Dezember 2024 3 Wochen (insgesamt 11) | 11                                       | Rosé feat. Bruno Mars                    | Apt. Theron Makiel Thomas, Philip Martin Lawrence II, Michael Donald Chapman, Peter Gene Hernandez, Christopher Steven Brown, Rogét Lufti Chahayed, Park Chae-young, Nicholas Barry Chinn, Omer Fedi, Henry Russell Walter, Amy Rose Allen | –                         |
| 30. Dezember 2024 – 5. Januar 2025 1 Woche | 1                                        | Wham!                                    | Last Christmas George Michael | –                         |

## Alben
| ← 2023 ← | Liste der Nummer-eins-Hits in Neuseeland | Liste der Nummer-eins-Hits in Neuseeland | Liste der Nummer-eins-Hits in Neuseeland               | 2025 →                    |
| \| Zeitraum \| Wo. ges. \| Interpret \| Titel \| Zusätzliche Informationen \| \| (Zeitraum, Wochen auf Platz eins, Interpret, Titel, zusätzliche Informationen) \| \| \| \| \| \| ------------------------------------------------------------------------------ \| -------- \| -------------------------- \| ------------------------------------------------------ \| ------------------------- \| \| 1. Januar 2024 – 7. Januar 2024 1 Woche (insgesamt 16) \| 16 \| Michael Bublé \| Christmas \| – \| \| 8. Januar 2024 – 21. Januar 2024 2 Wochen (insgesamt 4) \| 4 \| L.A.B. \| Introducing L.A.B. \| – \| \| 22. Januar 2024 – 28. Januar 2024 1 Woche \| 1 \| 21 Savage \| American Dream \| – \| \| 29. Januar 2024 – 4. Februar 2024 1 Woche \| 1 \| Foo Fighters \| The Essential Foo Fighters \| – \| \| 5. Februar 2024 – 18. Februar 2024 2 Wochen (insgesamt 4) \| 4 \| L.A.B. \| Introducing L.A.B. \| – \| \| 19. Februar 2024 – 3. März 2024 2 Wochen \| 2 \| Kanye West & Ty Dolla Sign \| Vultures 1 \| – \| \| 4. März 2024 – 10. März 2024 1 Woche \| 1 \| L.A.B. \| L.A.B. VI \| – \| \| 11. März 2024 – 17. März 2024 1 Woche \| 1 \| Dartz \| Dangerous Day to Be a Cold One \| – \| \| 18. März 2024 – 31. März 2024 2 Wochen \| 2 \| Ariana Grande \| Eternal Sunshine \| – \| \| 1. April 2024 – 7. April 2024 1 Woche \| 1 \| Future & Metro Boomin \| We Don’t Trust You \| – \| \| 8. April 2024 – 14. April 2024 1 Woche \| 1 \| Beyoncé \| Cowboy Carter \| – \| \| 15. April 2024 – 21. April 2024 1 Woche \| 1 \| J. Cole \| Might Delete Later \| – \| \| 22. April 2024 – 28. April 2024 1 Woche (insgesamt 14) \| 14 \| SZA \| SOS \| – \| \| 29. April 2024 – 26. Mai 2024 4 Wochen \| 4 \| Taylor Swift \| The Tortured Poets Department \| – \| \| 27. Mai 2024 – 2. Juni 2024 1 Woche (insgesamt 9) \| 9 \| Billie Eilish \| Hit Me Hard and Soft \| – \| \| 3. Juni 2024 – 9. Juni 2024 1 Woche \| 1 \| Twenty One Pilots \| Clancy \| – \| \| 10. Juni 2024 – 21. Juli 2024 6 Wochen (insgesamt 9) \| 9 \| Billie Eilish \| Hit Me Hard and Soft \| – \| \| 22. Juli 2024 – 4. August 2024 2 Wochen \| 2 \| Eminem \| The Death of Slim Shady (Coup de Grâce) \| – \| \| 5. August 2024 – 18. August 2024 2 Wochen (insgesamt 9) \| 9 \| Billie Eilish \| Hit Me Hard and Soft \| – \| \| 19. August 2024 – 25. August 2024 1 Woche \| 1 \| Chappell Roan \| The Rise and Fall of a Midwest Princess \| – \| \| 26. August 2024 – 1. September 2024 1 Woche \| 1 \| Post Malone \| F-1 Trillion (Long Bed) \| – \| \| 2. September 2024 – 20. Oktober 2024 7 Wochen (insgesamt 16) \| 16 \| Sabrina Carpenter \| Short n’ Sweet \| – \| \| 21. Oktober 2024 – 27. Oktober 2024 1 Woche \| 1 \| Charli xcx \| Brat and It’s Completely Different but Also Still Brat \| – \| \| 28. Oktober 2024 – 3. November 2024 1 Woche (insgesamt 16) \| 16 \| Sabrina Carpenter \| Short n’ Sweet \| – \| \| 4. November 2024 – 17. November 2024 2 Wochen \| 2 \| Tyler, the Creator \| Chromakopia \| – \| \| 18. November 2024 – 24. November 2024 1 Woche (insgesamt 16) \| 16 \| Sabrina Carpenter \| Short n’ Sweet \| – \| \| 25. November 2024 – 1. Dezember 2024 1 Woche \| 1 \| Linkin Park \| From Zero \| – \| \| 2. Dezember 2024 – 22. Dezember 2024 3 Wochen (insgesamt 4) \| 4 \| Kendrick Lamar \| GNX \| – \| \| 23. Dezember 2024 – 29. Dezember 2024 1 Woche (insgesamt 16) \| 16 \| Sabrina Carpenter \| Short n’ Sweet \| – \| \| 30. Dezember 2024 – 5. Januar 2025 1 Woche (insgesamt 16) \| 16 \| Michael Bublé \| Christmas \| – \| |                                          |                                          |                                                        |                           |
| ← 2023 |                                          |                                          |                                                        | → 2025 →                  |
| Zeitraum | Wo. ges.                                 | Interpret                                | Titel                                                  | Zusätzliche Informationen |
| (Zeitraum, Wochen auf Platz eins, Interpret, Titel, zusätzliche Informationen) |                                          |                                          |                                                        |                           |
| 1. Januar 2024 – 7. Januar 2024 1 Woche (insgesamt 16) | 16                                       | Michael Bublé                            | Christmas                                              | –                         |
| 8. Januar 2024 – 21. Januar 2024 2 Wochen (insgesamt 4) | 4                                        | L.A.B.                                   | Introducing L.A.B.                                     | –                         |
| 22. Januar 2024 – 28. Januar 2024 1 Woche | 1                                        | 21 Savage                                | American Dream                                         | –                         |
| 29. Januar 2024 – 4. Februar 2024 1 Woche | 1                                        | Foo Fighters                             | The Essential Foo Fighters                             | –                         |
| 5. Februar 2024 – 18. Februar 2024 2 Wochen (insgesamt 4) | 4                                        | L.A.B.                                   | Introducing L.A.B.                                     | –                         |
| 19. Februar 2024 – 3. März 2024 2 Wochen | 2                                        | Kanye West & Ty Dolla Sign               | Vultures 1                                             | –                         |
| 4. März 2024 – 10. März 2024 1 Woche | 1                                        | L.A.B.                                   | L.A.B. VI                                              | –                         |
| 11. März 2024 – 17. März 2024 1 Woche | 1                                        | Dartz                                    | Dangerous Day to Be a Cold One                         | –                         |
| 18. März 2024 – 31. März 2024 2 Wochen | 2                                        | Ariana Grande                            | Eternal Sunshine                                       | –                         |
| 1. April 2024 – 7. April 2024 1 Woche | 1                                        | Future & Metro Boomin                    | We Don’t Trust You                                     | –                         |
| 8. April 2024 – 14. April 2024 1 Woche | 1                                        | Beyoncé                                  | Cowboy Carter                                          | –                         |
| 15. April 2024 – 21. April 2024 1 Woche | 1                                        | J. Cole                                  | Might Delete Later                                     | –                         |
| 22. April 2024 – 28. April 2024 1 Woche (insgesamt 14) | 14                                       | SZA                                      | SOS                                                    | –                         |
| 29. April 2024 – 26. Mai 2024 4 Wochen | 4                                        | Taylor Swift                             | The Tortured Poets Department                          | –                         |
| 27. Mai 2024 – 2. Juni 2024 1 Woche (insgesamt 9) | 9                                        | Billie Eilish                            | Hit Me Hard and Soft                                   | –                         |
| 3. Juni 2024 – 9. Juni 2024 1 Woche | 1                                        | Twenty One Pilots                        | Clancy                                                 | –                         |
| 10. Juni 2024 – 21. Juli 2024 6 Wochen (insgesamt 9) | 9                                        | Billie Eilish                            | Hit Me Hard and Soft                                   | –                         |
| 22. Juli 2024 – 4. August 2024 2 Wochen | 2                                        | Eminem                                   | The Death of Slim Shady (Coup de Grâce)                | –                         |
| 5. August 2024 – 18. August 2024 2 Wochen (insgesamt 9) | 9                                        | Billie Eilish                            | Hit Me Hard and Soft                                   | –                         |
| 19. August 2024 – 25. August 2024 1 Woche | 1                                        | Chappell Roan                            | The Rise and Fall of a Midwest Princess                | –                         |
| 26. August 2024 – 1. September 2024 1 Woche | 1                                        | Post Malone                              | F-1 Trillion (Long Bed)                                | –                         |
| 2. September 2024 – 20. Oktober 2024 7 Wochen (insgesamt 16) | 16                                       | Sabrina Carpenter                        | Short n’ Sweet                                         | –                         |
| 21. Oktober 2024 – 27. Oktober 2024 1 Woche | 1                                        | Charli xcx                               | Brat and It’s Completely Different but Also Still Brat | –                         |
| 28. Oktober 2024 – 3. November 2024 1 Woche (insgesamt 16) | 16                                       | Sabrina Carpenter                        | Short n’ Sweet                                         | –                         |
| 4. November 2024 – 17. November 2024 2 Wochen | 2                                        | Tyler, the Creator                       | Chromakopia                                            | –                         |
| 18. November 2024 – 24. November 2024 1 Woche (insgesamt 16) | 16                                       | Sabrina Carpenter                        | Short n’ Sweet                                         | –                         |
| 25. November 2024 – 1. Dezember 2024 1 Woche | 1                                        | Linkin Park                              | From Zero                                              | –                         |
| 2. Dezember 2024 – 22. Dezember 2024 3 Wochen (insgesamt 4) | 4                                        | Kendrick Lamar                           | GNX                                                    | –                         |
| 23. Dezember 2024 – 29. Dezember 2024 1 Woche (insgesamt 16) | 16                                       | Sabrina Carpenter                        | Short n’ Sweet                                         | –                         |
| 30. Dezember 2024 – 5. Januar 2025 1 Woche (insgesamt 16) | 16                                       | Michael Bublé                            | Christmas                                              | –                         |

## Jahreshitparaden
| ← 2023 ← | Liste der Nummer-eins-Hits in Neuseeland | Liste der Nummer-eins-Hits in Neuseeland              | Liste der Nummer-eins-Hits in Neuseeland | 2025 →   |
| \| Singles \| Position# \| Alben \| \| ------------------------------------------------------------------------------------------------------------------------------------------------------------------------------ \| --------- \| ----------------------------------------------------- \| \| Lose Control Teddy Swims Joshua Emanuel Coleman, Julian Collin Bunetta, Jaten Collin Dimsdale, John Stephen Sudduth, Marco Antonio Rodriguez Diaz Jr. \| 1 \| The Tortured Poets Department Taylor Swift \| \| Beautiful Things Benson Boone Benson James Boone, Evan Robert Eliiot Blair, Jackson Lafrantz Larsen \| 2 \| Hit Me Hard and Soft Billie Eilish \| \| Million Dollar Baby Tommy Richman Thomas Anatole Richman, Emmanuel C. Arah, Kavian Salehi, Jonah Ronson Roy, Terrance E. Davis, Maxwell Vossberg, Gideon Abate Endalkachew \| 3 \| SOS SZA \| \| Too Sweet Hozier Stuart Daniel Johnson, Daniel Nathan Krieger, Daniel Tannenbaum, Sergiu Adrian Gherman, Peter C. Gonzales, Andrew John Hozier-Byrne, Tyler Reese Mehlenbacher \| 4 \| Short n’ Sweet Sabrina Carpenter \| \| Espresso Sabrina Carpenter Sabrina Annlynn Carpenter, Julian Collin Bunetta, Stephanie Nicole Jones, Amy Rose Allen \| 5 \| The Rise and Fall of a Midwest Princess Chappell Roan \| \| A Bar Song (Tipsy) Shaboozey Chibueze Collins Obinna, Nevin Sastry, Sean Cook, Jerrel C. Jones, Joe Anthony Kent, Mark Allen Williams \| 6 \| Introducing L.A.B. L.A.B. \| \| Birds of a Feather Billie Eilish Finneas Baird O’Connell, Billie Eilish O’Connell \| 7 \| One Thing at a Time Morgan Wallen \| \| Stick Season Noah Kahan Noah Berkenkamp Kahan \| 8 \| 1989 (Taylor’s Version) Taylor Swift \| \| Not Like Us Kendrick Lamar Raymond Charles Robinson, Sean Aaron Momberger, Kendrick Lamar Duckworth, Dijon Isaiah McFarlane \| 9 \| Stick Season Noah Kahan \| \| Please Please Please Sabrina Carpenter Amy Rose Allen, Jack Michael Antonoff, Sabrina Annlynn Carpenter \| 10 \| Guts Olivia Rodrigo \| |                                          |                                                       |                                          |          |
| ← 2023 |                                          |                                                       |                                          | → 2025 → |
| Singles | Position#                                | Alben                                                 |                                          |          |
| Lose Control Teddy Swims Joshua Emanuel Coleman, Julian Collin Bunetta, Jaten Collin Dimsdale, John Stephen Sudduth, Marco Antonio Rodriguez Diaz Jr. | 1                                        | The Tortured Poets Department Taylor Swift            |                                          |          |
| Beautiful Things Benson Boone Benson James Boone, Evan Robert Eliiot Blair, Jackson Lafrantz Larsen | 2                                        | Hit Me Hard and Soft Billie Eilish                    |                                          |          |
| Million Dollar Baby Tommy Richman Thomas Anatole Richman, Emmanuel C. Arah, Kavian Salehi, Jonah Ronson Roy, Terrance E. Davis, Maxwell Vossberg, Gideon Abate Endalkachew | 3                                        | SOS SZA                                               |                                          |          |
| Too Sweet Hozier Stuart Daniel Johnson, Daniel Nathan Krieger, Daniel Tannenbaum, Sergiu Adrian Gherman, Peter C. Gonzales, Andrew John Hozier-Byrne, Tyler Reese Mehlenbacher | 4                                        | Short n’ Sweet Sabrina Carpenter                      |                                          |          |
| Espresso Sabrina Carpenter Sabrina Annlynn Carpenter, Julian Collin Bunetta, Stephanie Nicole Jones, Amy Rose Allen | 5                                        | The Rise and Fall of a Midwest Princess Chappell Roan |                                          |          |
| A Bar Song (Tipsy) Shaboozey Chibueze Collins Obinna, Nevin Sastry, Sean Cook, Jerrel C. Jones, Joe Anthony Kent, Mark Allen Williams | 6                                        | Introducing L.A.B. L.A.B.                             |                                          |          |
| Birds of a Feather Billie Eilish Finneas Baird O’Connell, Billie Eilish O’Connell | 7                                        | One Thing at a Time Morgan Wallen                     |                                          |          |
| Stick Season Noah Kahan Noah Berkenkamp Kahan | 8                                        | 1989 (Taylor’s Version) Taylor Swift                  |                                          |          |
| Not Like Us Kendrick Lamar Raymond Charles Robinson, Sean Aaron Momberger, Kendrick Lamar Duckworth, Dijon Isaiah McFarlane | 9                                        | Stick Season Noah Kahan                               |                                          |          |
| Please Please Please Sabrina Carpenter Amy Rose Allen, Jack Michael Antonoff, Sabrina Annlynn Carpenter | 10                                       | Guts Olivia Rodrigo                                   |                                          |          |